# Rüdesheim am Rhein

Rüdesheim am Rhein

Rüdesheim am Rhein é uma cidade da Alemanha, localizada em uma região do vale do rio Reno declarada Patrimônio da Humanidade e que é um dos grandes pontos turísticos do país.
A região foi primeiro colonizada pelos celtas, sucedidos pelos romanos, alamanos e francos, cujas culturas deixaram vários sítios arqueológicos importantes nas redondezas. A povoação apareceu documentada pela primeira vez em 1074, e somente em 1818 recebeu foro de cidade. Hoje é um ativo ponto turístico por causa de suas construções históricas, museus, festivais e centros de cultura, e tem grande produção de vinhos.